# Olearia lyallii
Olearia lyallii es una planta de Nueva Zelanda del género Olearia. Es comúnmente conocido como el Árbol margarita subantártico. La especie es endémica de las  Islas Snares y el sur de Nueva Zelanda, y se ha establecido como especie introducida en las Islas Auckland, desde donde el espécimen tipo fue descrito.

## Descripción
O. lyallii forma árboles de hasta 10 m de alto con troncos de 50 cm de diámetro.

## Taxonomía
Olearia lyallii fue descrita por Ferdinand von Mueller y publicado en Botany of the Antarctic Voyage II. (Fl. Nov.-Zel.). 1: 116. 1852.
Sinonimia
- Eurybia lyallii Hook.f.[4]